# Bitva v údolí Ia Drang
Bitva v údolí Ia Drang byla první velkou bitvou mezi jednotkami USA a Severního Vietnamu, jež se odehrála mezi 14. až 18. listopadem 1965. Jednalo se o jeden z prvních „nájezdů helikoptér“, které byly součástí nové taktiky USA ve Vietnamu „najdi a znič“.
7. pluk kavalérie měl provést výsadek na malé pláni, nazvané přistávací zóna X-Ray, která se nacházela v údolí Ia Drang v Centrální vysočině. Poté měl v okolí vyhledat a zabít příslušníky Vietkongu. Krátce po přistání prvních vrtulníků Bell UH-1 „Huey“ zadrželi Američané vystrašeného severovietnamského vojáka. Ten jim prozradil nečekaně špatné zprávy, že v hoře Chu Pong necelé 2 km od přistávací zóny se v tunelech nachází přes 1 600 Severovietnamců. Američanů bylo během první fáze výsadku pouze 75. Výsadek sice dále pokračoval a na přistávací plochu se postupně dostalo přes 450 Američanů, avšak nepřítel měl stále značnou početní převahu.
Krátce poté, co zajali severovietnamského vojáka, se Američané dostali pod prudkou palbu. Ze západu na ně zaútočili příslušníci Severovietnamské lidové armády (VLA). Američané zaujali obranná postavení okolo přistávací zóny a snažili se zabránit Severovietnamcům vstoupit na pláň, kde by mohli způsobit značné škody vrtulníkům, které by byly posléze nuceny zónu uzavřít. V takovém případě by Američané měli jen malou naději na přežití. Brzy nato VLA obklíčila celou zónu X-Ray. Během bojů byla odříznuta jedna americká četa, která po celý zbytek dne odrážela útoky Severovietnamců. Tvrdé boje pokračovaly i přes noc, kdy se oddíly VLA a Vietkongu snažily dostat na přistávací plochu.
Dopoledne příštího dne se zdálo, že Severovietnamci a partyzáni začínají mít navrch. Poté, co zaměřili svou pozornost na jih, zdecimovali 2 americké čety. Velitel 7. pluku kavalérie Harold „Hal“ Moore proto vydal kód „Zlomený šíp“, jenž znamená, že je jednotka v nesnázích a žádá vzdušnou podporu. Brzy nato se na scéně objevily všechny stíhačky, bombardéry a vrtulníky z širokého okolí, jenž na nepřítele shazovaly bomby, napalm, střílely rakety a ničily nepřátele kulometnou palbou. Dále se do podpory Američanů v údolí přidaly i dva dělostřelecké prapory. Po krátké přestávce v boji vydal podplukovník Moore rozkaz osvobodit odříznutou četu. To se posléze podařilo, avšak četa byla silně zdecimovaná. Podpora ze vzduchu však dále pokračovala a příslušníkům VLA a Vietkongu postupně docházely síly. Podplukovník Moore vydal 18. listopadu rozkaz k proražení z přistávací zóny. VLA a Vietkong se posléze stáhly za hranice do Kambodže, kam již Američané nemohli.
18. listopadu byla bitva pokládána za skončenou a Američané se z oblasti stáhli. Během bojů padlo více než 230 Američanů, což bylo od začátku americké intervence ve Vietnamu zdaleka nejvíce. Generál Westmoreland i tak pokládal bitvu vzhledem k počtu obětí na obou stranách za vyhranou. Ve skutečnosti však operace v důsledku taktiky „najít a zničit“ postrádala větší smysl. V podstatě šlo jen o to, která ze stran utrpí větší ztráty. Oblast byla po odchodu Američanů znovuobsazena vojáky VLA a Vietkongu.
Bitva jasně ukázala americké veřejnosti, že válka ve Vietnamu bude mnohem více než jen boj s partyzány. Válka nyní hrozila eskalovat do mnohem většího konfliktu se Severním Vietnamem. Americká veřejnost postupně přestávala válku ve Vietnamu podporovat.
Na motivy událostí bitvy byl v roce 2002 natočen film Údolí stínů (We were soldiers), ve kterém hlavní roli podplukovníka Moorea ztvárnil herec Mel Gibson.